# Csungco
Csungco (egyszerűsített kínai írással: 崇左市, pinjin: Chóngzuǒ) prefektúra szintű város Kínában, Kuanghszi-Csuang Autonóm Terület tartományban. Lakosainak száma 2 088 692 fő (2020).

## Népesség
| 2018 | 2 099 400 |
| 2020 | 2 088 692 |

## Testvérvárosok
- Białystok